# Phyle (bướm đêm)
Phyle là một chi bướm đêm thuộc họ Geometridae.

## Các loài
- Phyle albifimbria
- Phyle antioquia
- Phyle arcuosaria
- Phyle aspilotos
- Phyle cartago
- Phyle facetaria
- Phyle glauca
- Phyle herbuloti
- Phyle infusca
- Phyle neblina
- Phyle orthogonia
- Phyle schausaria
- Phyle subfulva
- Phyle transglauca
- Phyle versatile